# Кръстьо Петрушев
Кръстьо (Кръсто, Кръстю) Василев Петрушев е български революционер, деец на Вътрешната македонска революционна организация.

## Биография
Кръстьо Петрушев е роден на 21 септември 1913 година в Богданци, тогава в Кралство Сърбия. Внук е на революционера от ВМОРО Дино Петрушев, а негов чичо е Кирил Петрушев. Завършва четирикласно сръбско училище в 1924/1925 година. В 1930 година бяга през границата в България и се присъединява към ВМРО на Иван Михайлов през 1931 година. През 1933 година влиза няколко пъти с чети под войводството на Стоян Мандалов в Македония и участва в атентати. Четата е пресрещната от контрачетата на Христо Станков от Стояково, в завързалото се сражение в края на септември войводата е ранен и се самоубива, а четниците се връщат в България. Продължава с революционната дейност в България и Кралство Югославия.
След Деветнадесетомайския преврат от 1934 година е арестуван и измъчван от новите власти. На съдебен процес през 1936 година в Горна Джумая е осъден на 20 години затвор, която присъда  започва да излежава в Софийския централен затвор. Същата година е изведен от затвора, след което служи в българската армия. През 1939 година работи като горски стражар в Горноджумайско и същевременно се жени. През 1940 година като резервист е зачислен в 14-и македонски пехотен полк, с който влиза в Струмица при освобождението на града през 1941 година. От 1942 година работи на общинска длъжност в града. Към 1943 година се включва в контрачета в Гевгелийско, а след изтеглянето на България от Вардарска Македония се включва в Четвърта македонска ударна бригада.
Кръстьо Петрушев умира през 2007 година.

## Родословие
|  |  |  |  |  |  |  |  |  |  |                               |                              |                              |                              | Дино Петрушев (1858 – след 1943) |                              |  |  |                              |                              |                              |                              |                              |                              |  |  |  |  |  |  |  |  |  |  |  |  |  |  |  |  |
|  |  |  |  |  |  |  |  |  |  |                               |                              |                              |                              |                                  |                              |  |  |                              |                              |                              |                              |                              |                              |  |  |  |  |  |  |  |  |  |  |  |  |  |  |  |  |
|  |  |  |  |  |  |  |  |  |  |                               |                              |                              |                              |                                  |                              |  |  |                              |                              |                              |                              |                              |                              |  |  |  |  |  |  |  |  |  |  |  |  |  |  |  |  |
|  |  |  |  |  |  |  |  |  |  | Васил Петрушев (1900 – 1984)  | Васил Петрушев (1900 – 1984) | Васил Петрушев (1900 – 1984) | Васил Петрушев (1900 – 1984) | Васил Петрушев (1900 – 1984)     | Васил Петрушев (1900 – 1984) |  |  | Кирил Петрушев (1895 – 1980) | Кирил Петрушев (1895 – 1980) | Кирил Петрушев (1895 – 1980) | Кирил Петрушев (1895 – 1980) | Кирил Петрушев (1895 – 1980) | Кирил Петрушев (1895 – 1980) |  |  |  |  |  |  |  |  |  |  |  |  |  |  |  |  |
|  |  |  |  |  |  |  |  |  |  | Васил Петрушев (1900 – 1984)  | Васил Петрушев (1900 – 1984) | Васил Петрушев (1900 – 1984) | Васил Петрушев (1900 – 1984) | Васил Петрушев (1900 – 1984)     | Васил Петрушев (1900 – 1984) |  |  | Кирил Петрушев (1895 – 1980) | Кирил Петрушев (1895 – 1980) | Кирил Петрушев (1895 – 1980) | Кирил Петрушев (1895 – 1980) | Кирил Петрушев (1895 – 1980) | Кирил Петрушев (1895 – 1980) |  |  |  |  |  |  |  |  |  |  |  |  |  |  |  |  |
|  |  |  |  |  |  |  |  |  |  | Кръстю Петрушев (1913 – 2007) |                              |                              |                              |                                  |                              |  |  |                              |                              |                              |                              |                              |                              |  |  |  |  |  |  |  |  |  |  |  |  |  |  |  |  |